# 松れい子
松 れい子（まつ れいこ、1978年6月25日 - ）は、日本の歌手、シンガーソングライター。血液型A型。愛知県豊田市出身。幼少期は長崎県平戸市で過ごす。特技は書道で、書道5段の腕前を持つ。趣味はプロ野球、プロレス観戦。玉置浩二、ちあきなおみの大ファンでもある。

## 来歴
- 2008年1月9日、松れい子、徳間ジャパンコミュニケーションズよりデビュー。
- 2012年7月 - 2013年7月、FM立川「裕子とれい子のガールズミュージックナイト」
- 2012年4月 - 2015年3月、FM戸塚「モナオの歌う門には福来る」
- 2015年7月、原宿テレビ「大人の遊園地」
- 2015年11月、クローバーメディアFM「れい子とくるみのパラダイス喫茶[3]」
- 2018年6月、原宿テレビ「シェアハウスドレミファ荘」
- 2020年4月27日、ネットテレビ「jolijoli山本＆松」
- 2020年10月1日、発するFM「松れい子withあやのくるみ笑顔な時間[4][5]」

## ディスコグラフィ
- 九段のあなたへ　C/W 平成枯れすゝき（2006年3月31日、日本エンカフォンレコード）
- ふるさと紀行　C/W 私のオアシス～道の駅[6][7](2008年1月9日、徳間ジャパンコミュニケーションズ、ASIN  :  B000XYQGPQ)
- いかないで[8][9][10]　C/W 人生勝負（2015年6月24日、徳間ジャパンコミュニケーションズ、ASIN  :  B00VAR80I6）